# Stewartieae
Stewartieae es una tribu de la familia Theaceae. Tiene los siguientes géneros:

## Géneros
- Stewartia